# الپوری
الپوری (به انگلیسی: Alpuri) یک منطقهٔ مسکونی در پاکستان است که در خیبر پختونخوا واقع شده‌است.

## خصوصیات
الپوری ۱٬۴۷۱ متر بالاتر از سطح دریا واقع شده‌است.

## نگارخانه

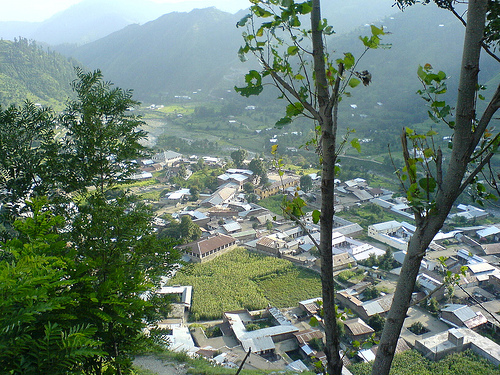